# 韋
韋（い）は、漢姓のひとつ。『百家姓』の50番目。

## 中国の姓
2020年の中華人民共和国の第7回全国人口調査（国勢調査）に基づく姓氏統計によると中国で63番目に多い姓であり、479.64万人がいる。特にチワン族の間では覃と並んで人数が多い姓の1つと知られている。2013年の統計では、韋は広西チワン族自治区で黄・李に次ぐ3番目に多い姓であり、人口は304万に達した。一方、台湾の2018年の統計では第136位で、6,999人がいる。

### 京兆韋氏
漢代以来、京兆韋氏は名家として知られ、多くの著名な人物を出している。
- 韋賢 - 前漢の丞相。
- 韋玄成 - 前漢の丞相。韋賢の子。
- 韋叡 - 宋・南斉・梁の武将。
- 韋孝寛 - 北魏・西魏・北周の軍人。
- 韋貴妃 - 唐の太宗の妃。韋孝寛の曽孫。
- 韋皇后 - 唐の中宗の皇后。武韋の禍の当事者のひとり。
- 韋堅 - 唐の政治家。
- 韋応物 - 唐の詩人。
- 韋荘 - 唐末から五代十国時代にかけての詩人。

### それ以外の著名な人物
- 韋昭 - 三国時代の呉の政治家、学者。
- 顕仁皇后（韋賢妃） - 北宋の徽宗の皇后。靖康の変で金に連行された。
- 韋昌輝 - 太平天国の指導者のひとり。チワン族。
- 韋国清 - 中華人民共和国の軍人。チワン族。
- 上官雲珠（中国語版） - 女優。本名は韋均犖。文化大革命で江青に迫害されて自殺した。
- 韋唯（中国語版） - 歌手、女優。チワン族。
- ワイ・カーファイ（韋家輝） - 香港の脚本家、映画監督。
- 偉関晴光 - 中国出身で日本の卓球選手。中国名は韋晴光。
- 韋宗成 - 台湾の漫画家。

#### 架空の人物
- 韋小宝 - 金庸『鹿鼎記』の登場人物。

## 朝鮮の姓
韋（ウィ、朝: 위）は、朝鮮人の姓の一つである。2015年の韓国の統計によると、834人がいる。

### 氏族
| 氏族（地域） | 創始者 | 人数（2015年） |
| ------------ | ------ | -------------- |
| 江湖韋氏     |        | 7              |
| 江華韋氏     |        | 751            |
| 永柔韋氏     |        | 6              |
| 全州韋氏     |        | 8              |
| 定州韋氏     |        | 16             |
| 海州韋氏     |        | 18             |
| 海平韋氏     |        | 8              |